# Hypersenzitivita IV. typu
Přecitlivělost IV. typu není na rozdíl od ostatních typů zprostředkována protilátkami, ale je spíše typem buněčné reakce. Tato reakce zahrnuje interakci T buněk, monocytů a makrofágů.
Tato reakce je způsobena, když CD4 + Th1 pomocné T buňky rozpoznají cizí antigen v komplexu s MHC třídy II na povrchu antigen prezentujících buněk . Může se jednat o makrofágy, které vylučují IL-12, který stimuluje proliferaci dalších T lymfocytů. CD4+ T buňky vylučují IL-2 a interferon gama (IFN-γ), indukují uvolňování dalších Th1 cytokinů, a tak zprostředkovávají imunitní odpověď. Aktivované CD8+ T buňky ničí cílové buňky přímým kontaktem, zatímco aktivované makrofágy produkují hydrolytické enzymy a po prezentaci s určitými intracelulárními patogeny se transformují do obrovských syncytií.
Nadměrná reakce pomocných T buněk a nadprodukce cytokinů poškozuje tkáně, způsobuje zánět a smrt buněk. 

## Hypersenzitivita
Hypersenzitivita nebo také přecitlivělost imunitního systému obecně označuje patologické a poškozující imunitní reakce proti určitému antigenu (alergenu). Po prvním setkání se vyvine senzitivita, která následně po opakovaném vystavení se antigenu spouští právě tuto nadměrnou nebo aberantní imunitní odpověď. Stává se tak ve dvou případech: buď se jedná o nekontrolovanou reakci na cizorodý antigen, nebo o selhání tolerance vůči vlastním antigenům – tedy autoimunitní poruchu. 
Rozeznáváme čtyři typy hypersenzitivit: způsobené žírnými buňkami a IgE (typ I), protilátkami kromě IgE (typ II), imunokomplexy (typ III) a T-buňkami + dalšími leukocyty (typ IV). První tři zmíněné typy se projevují okamžitě, během 24h hodin, čtvrtý typ bývá opožděný, neprojeví se dříve než po 12hodinách. 
Je ovšem časté, že v mnoha případech imunologických poruch jde o kombinace účinku jak protilátek, tak i T buněk.

## Etiologie
Do určité míry jsou hypersenzitivní reakce normálními fyziologickými událostmi, které se uplatňují v boji proti infekcím. V opačném případě jsou hlavní příčiny hypersenzitivity IV. autoimunitní reakce T-buněk nebo jejich přehnané či chronické reakce proti cizorodým antigenům. Autoimunita se většinou projevuje proti buněčným antigenům, které jsou tkáňově specifické. Proto T buňkami řízené autoimunitní onemocnění jsou často omezená jen na pár orgánů a nejsou systemická. Příkladem hypersenzitivity k exogenním antigenům může být citlivost na kontakt s chemikáliemi (různými terapeutiky nebo látkami obsaženými v rostlinách například v břečťanu) nebo poškození tkáně vlivem T buněčné imunitní odpovědi. Nadměrnou polyklonální aktivaci T buněk mohou způsobovat některé mikrobiální toxiny produkované bakteriemi nebo viry, které stimulují produkci ohromného množství prozánětlivých cytokinů. Ve výsledku se reakce podobá septickému šoku. Toxiny schopné vyvolat takovou reakci se nazývají superantigeny. Nespecificky stimulují velké množství T buněk. Vážou se do invariantních částí T buněčných receptorů na různých klonech T lymfocytů nezávisle na specifitě těchto receptorů. 

## Mechanismy poškození
V různých onemocněních způsobených T buňkami je poškození tkáně způsobeno cytokiny, které jsou produkovány aktivovanými CD4+ T buňkami a stimulují další leukocyty, nebo přímým zabíjením buněk cytotoxickými CD8+ T lymfocyty. Jedná se o stejné mechanismy, kterými jsou eliminovány za normálních okolností patogeny nebo nádorové buňky či transplantáty. 
Prozánětlivé cytokiny u různých hypersenzitivních reakcí mohou být sekretovány buď Th1 (obrana proti intracelulárním patogenům) nebo Th17 buňkami (obrana proti extracelulárním patogenům). Th1 buňky produkují především IFN-y, hlavní cytokin aktivující monocyty a makrofágy. Th17 produkují IL-17, IL-21, IL-22 a IL-23, hlavními aktivovanými leukocyty jsou pak neutrofily. Oba typy rekrutovaných leukocytů jsou pak hlavními poškozovateli tkáně. 
Klasickým příkladem reakce řízené cytokiny T buněk je přecitlivělost oddáleného typu (delayed type hypersenzitivity DTH). Svůj název získala na základě delší prodlevy nástupu reakce na antigen u již dříve stejným antigenem senzitizovaných jedinců. Doba zpoždění se pohybuje mezi 24 až 48 hodinami, což představuje čas, který potřebuje cirkulující efektorový T lymfocyt k dospění do místa zánětu, spuštění reakce a k sekreci cytokinů. DTH reakce se projevují infiltráty T lymfocytů a monocytů v tkáních, otoky, hromaděním fibrinu v důsledku zvýšené permeability cév a poškozením tkáně. DTH reakce může mít i diagnostické využití – k otestování, zda se jedinec s daným antigenem již setkal a vytvořil imunitní reakci. Na takovém principu je postaven například tuberkulinový kožní test na mykobakterie. PPD (purified protein derivative) se používá jako indikátor minulé nebo právě probíhající T buněčné odpovědi proti tuberkulóze. 

## Klinické syndromy
V mnoha lézích orgánově specifických autoimunitních onemocnění byly nalezeny infiltráty T buněk a na základě podobnosti se zvířecími modely pro dané nemoci se předpokládá, že jsou způsobené právě hypersenzitivitou IV. typu. Celkově jsou nemoci přecitlivělosti typicky chronické a progresivní, jelikož T lymfocytární reakce mají tendenci se prodlužovat a samoaktivovat, dále také protože iniciující antigeny ať už tkáňově specifické nebo mikrobní, často nejsou v těle zcela eliminovány. Poškozením se navíc uvolňují alarminy z tkání, čímž dále potencují imunitní odpověď.  

### Formy
| Choroba                         | Cílový antigen | Účinky                                                                                        |
| ------------------------------- | --- | --------------------------------------------------------------------------------------------- |
| Alergická kontaktní dermatitida | Chemikálie působící na životní prostředí, jako je urushiol (z jedovatého břečťanu a jedového dubu ), kovy (např. Nikl ) | epidermální nekróza, zánět, kožní vyrážka a puchýře                                           |
| Autoimunitní myokarditida       | Myosinový protein těžkého řetězce                                                                                       | Kardiomyopatie                                                                                |
| Diabetes mellitus 1. typu       | Pankreatické beta buněčné proteiny (možná inzulín, glutamát dekarboxyláza )                                             | Inzulitida, destrukce beta buněk                                                              |
| Granulomy                       | Různé, v závislosti na základním onemocnění                                                                             | Zděná léze obsahující makrofágy a další buňky                                                 |
| Některé periferní neuropatie    | Antigen Schwannových buněk                                                                                              | Neuritida, paralýza                                                                           |
| Hashimotova tyreoiditida        | Thyroglobulinový antigen                                                                                                | Hypotyreóza, tvrdá struma, folikulární tymitida                                               |
| Zánětlivé onemocnění střev      | Enterická mikrobiota a / nebo vlastní antigeny                                                                          | Hyperaktivace T-buněk, uvolňování cytokinů, nábor makrofágů a dalších imunitních buněk, zánět |
| Roztroušená skleróza            | Myelinové antigeny (např. Základní protein myelinu)                                                                     | Ničení myelinu, zánět                                                                         |
| Revmatoidní artritida           | Možná kolagen a / nebo citrullinované vlastní proteiny                                                                  | Chronická artritida, zánět, destrukce kloubních chrupavek a kostí                             |

## Terapie
Terapie pro nemoci způsobené hypersenzitivitou IV. typu je cíleny na zmírnění zánětu a inhibici T buněčných odpovědí. Nejčastěji se podávají protizánětlivé steroidy, mají však významné vedlejší účinky. Výzkum proto vyvíjí cílenější léčbu založenou na pochopení mechanismů daných poruch. Slibný potenciál vykazuje antagonista TNF-a, inhibitor kostimulačních molekul z rodiny B7 nebo antagonisté dalších prozánětlivých cytokinů IL-1, IL-6, IL-17. 